# Abrothrix longipilis
Abrothrix longipilis је врста глодара из породице хрчкова (лат. Cricetidae).

## Распрострањење
Врста је присутна у Аргентини и Чилеу.

## Станиште
Станиште врсте су шуме. Врста је присутна на планинском венцу Анда у Јужној Америци. 

## Угроженост
Ова врста је наведена као последња брига, јер има широко распрострањење и честа је врста.